# Boom Boom Fighters & Cookah P
Boom Boom Fighters & Cookah P és un grup de reggae i dancehall català format el 2021 a cavall entre l'Alt Empordà i Mataró. El projecte musical neix de la unió del singjay Oriol Pujades «Cookah P», avesat a cantar en diferents sound systems, amb els músics Joan Fité i Tomàs Sánchez que havien format Boom Boom Fighters de les cendres del seu anterior grup Andana.

## Discografia
- Family things (autoeditat, 2021)[3]
- Confit (Propaganda pel fet!, 2023)[2]
- Hereus del dancehall (EP, Propaganda pel fet!, 2023)[4]
- Caliu (Propaganda pel fet!, 2025)[5][6]